# Universidad Bucknell
La Universidad Bucknell (Bucknell University en idioma inglés) es una universidad privada ubicada en Lewisburg, Pensilvania (Estados Unidos). Su campus de 1,8 km² se sitúa en la orilla del afluente occidental del río Susquehanna.

## Historia
Fue fundada en 1846 como Universidad de Lewisburg por un grupo de bautistas liderados por Stephen William Taylor, un profesor de la entonces Madison University (actual Universidad Colgate). Su primera promoción se graduó en 1851 y entre sus alumnos se encontraba el futuro presidente de los Estados Unidos James Buchanan. En 1881 la institución pasó por graves problemas económicos y sobrevivió gracias a la donación de 50.000 $ (más de un millón de dólares de hoy en día) del miembro de su consejo de administración William Bucknell, por lo que, en 1886, el consejo de administración decidió unánimemente cambiar el nombre de la universidad de Universidad de Lewisburg a Universidad Bucknell.   

## Centros docentes
Tiene 3 facultades y escuelas:
- Facultad de Artes y Ciencias
- Facultad de Ingeniería
- Escuela de Negocios

## Deportes
Bucknell compite en la Patriot League de la División I de la NCAA.